# Krzysztof Piesiewicz

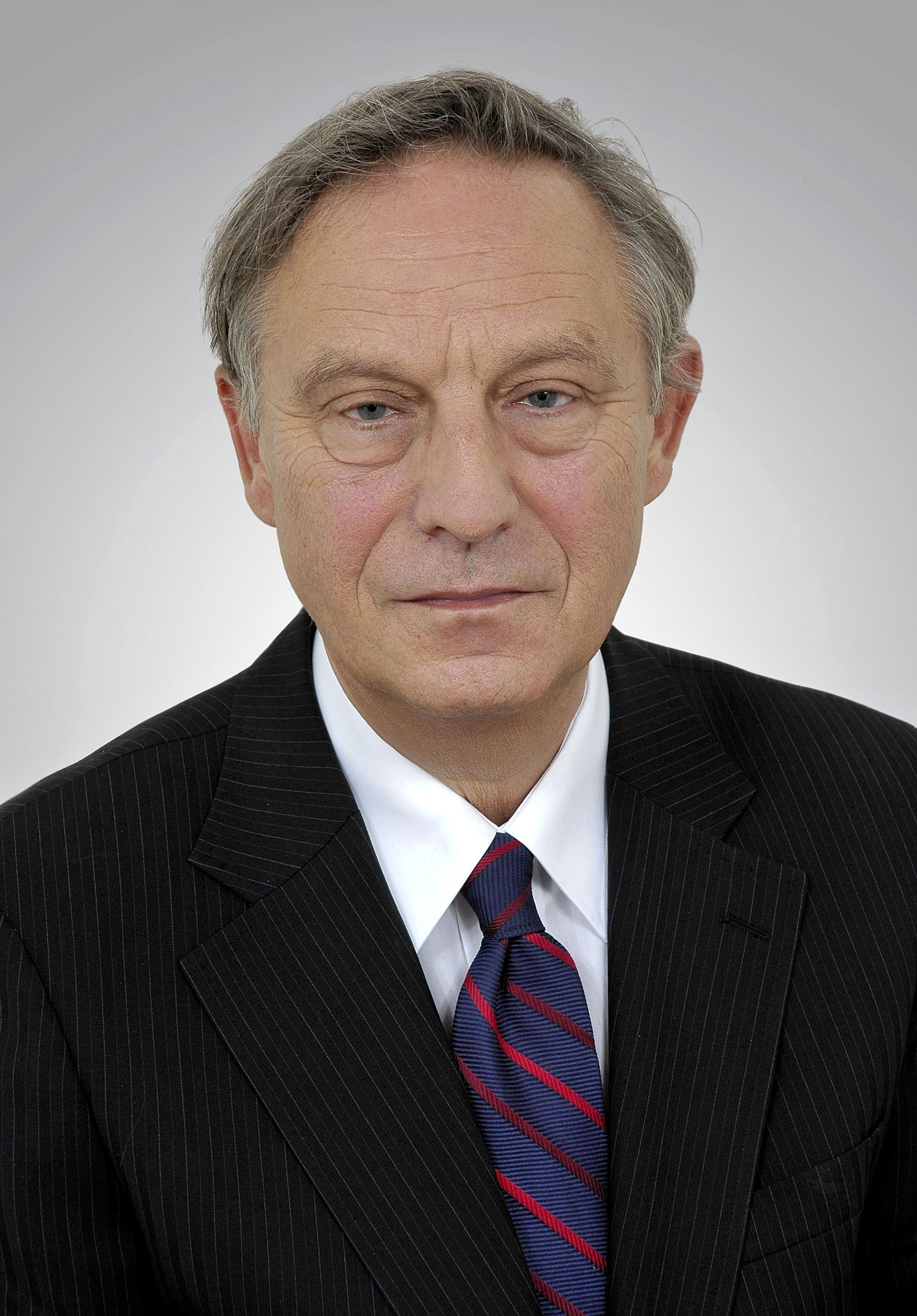
Krzysztof Piesiewicz (2010)

Krzysztof Marek Piesiewicz (* 25. Oktober 1945 in Warschau) ist ein polnischer Rechtsanwalt und Drehbuchautor.

## Leben
Piesiewicz begann 1970 in Warschau Jura zu studieren und ist seit 1973 als Rechtsanwalt tätig. In den 1980er Jahren war er in einigen politischen Gerichtsverfahren als Anwalt tätig. Der berühmteste Fall mit seiner Beteiligung war der Mordfall des Priesters Jerzy Popiełuszko. Er war von 1991 bis 1993 sowie 1997 bis 2011 Mitglied des Polnischen Senats, der zweiten Kammer des polnischen Parlaments.
Neben seiner juristischen Tätigkeit schrieb Piesiewicz gemeinsam mit Krzysztof Kieślowski Drehbücher. Insgesamt entstanden so 17 Filme von Kieślowski. 1995 wurde sein Drehbuch Drei Farben: Rot für den Oscar nominiert. 1996 gehörte er der Jury bei den Filmfestspielen in Cannes an.
2002 realisierte der deutsche Regisseur Tom Tykwer sein mit Kieślowski verfasstes Drehbuch Heaven mit Cate Blanchett in der Hauptrolle. Ein weiteres Buch aus dem Nachlass von Kieślowski, das er mit Piesiewicz angefertigt hatte, wurde 2005 in Frankreich von Danis Tanović mit Emmanuelle Béart unter dem Titel Wie in der Hölle realisiert.

## Filmografie
- 1984: Ohne Ende (Bez końca)
- 1987: Ein kurzer Film über das Töten
- 1988: Ein kurzer Film über die Liebe (Krótki film o milosci)
- 1989: Dekalog, Eins
- 1989: Dekalog, Zwei
- 1989: Dekalog, Drei
- 1989: Dekalog, Vier
- 1989: Dekalog, Fünf
- 1989: Dekalog, Sechs
- 1989: Dekalog, Sieben
- 1989: Dekalog, Acht
- 1989: Dekalog, Neun
- 1989: Dekalog, Zehn
- 1991: Die zwei Leben der Veronika
- 1993: Drei Farben: Blau
- 1993: Drei Farben: Weiß
- 1994: Drei Farben: Rot
- 2002: Heaven
- 2005: Wie in der Hölle (L’enfer)
- 2007: Hoffnung (Nadzieja)